# Sakio Bika
Sakio Bika (* 18. April 1979 in Douala in Kamerun) ist ein kamerunischer Boxer und ehemaliger Weltmeister der WBC im Supermittelgewicht. Seit 2006 besitzt er die australische Staatsbürgerschaft und tritt in Kämpfen für seine Wahlheimat an.

## Amateurkarriere
Bika gewann im März 2000 die afrikanische Olympiaqualifikation in Kairo und nahm im selben Jahr im Halbmittelgewicht an den Olympischen Sommerspielen von Sydney teil, wo er aber im ersten Kampf gegen den Kanadier Scott MacIntosh 5:8 nach Punkten ausschied. Seit den Olympischen Spielen 2000 ist er in Sydney beheimatet.

## Profikarriere
Der Normalausleger Sakio Bika begann im Jahre 2000 seine Karriere als Boxprofi im Mittelgewicht. Seine ersten 15 Profikämpfe bestritt er allesamt in Australien. Beim Debüt am 15. Dezember 2000 schlug er Iwan Wakuljuk (3-0), nachdem dieser disqualifiziert wurde.
Bika gewann im Anschluss neun weitere Kämpfe gegen relativ schwache „Aufbaugegner“. Die längsten dieser Kämpfe waren auf 6 Runden angesetzt, über die Bika aber nur einmal gehen musste.
Am 15. Oktober 2002 boxte Sakio Bika gegen den ersten besseren Gegner, den Australier Sam Soliman. Soliman war damals noch relativ unbekannt und hatte mit 7 Niederlagen aus 23 Kämpfen auch keine besonders aufregende Statistik. Dennoch gelang es Sam Soliman seinen IBF Pan-Pazifisch-Titel nach einem Mehrheitsentscheid nach Punkten zu verteidigen. In Bikas erstem Kampf über 12 Runden sollte er mit Soliman an einem Gegner gescheitert sein, der anschließend zu den besten Mittelgewichtlern weltweit aufstieg.
Nach einem technischen Unentschieden und weiteren zehn Siegen stieg Sakio Bika ins Super-Mittelgewicht auf, um am 13. Mai 2006 den WBC Weltmeister Markus Beyer herauszufordern. Der Kampf in Zwickau sollte Bikas erstes Profiduell außerhalb von Japan und Australien werden. Er galt in einer freiwilligen Titelverteidigung von Beyer als ein leichter Gegner für den Weltmeister. Am Ende der vierten Runde wurde der Kampf aufgrund eines unabsichtlichen Zusammenpralls beider Köpfe, bei dem sich Beyer eine Platzwunde unter dem rechten Auge zuzog, mit einem technischen Unentschieden beendet. Bis dahin konnte sich Bika durchaus respektabel verkaufen. Zum Zeitpunkt des Abbruchs lag er auf einem Punktzettel vorne, während die anderen beiden Punktrichter den Kampf bis dahin unentschieden sahen. Der Kampfabbruch aufgrund der Verletzung von Beyer wurde von Experten äußerst kritisch betrachtet. Markus Beyer hatte bereits im August 2003 durch einen ähnlichen Vorfall seinen Titel umstritten verteidigen können, als der nach Punkte vorne liegende Danny Green disqualifiziert wurde.
Pläne für einen Rückkampf zwischen Sakio Bika und Markus Beyer wurden verworfen, nachdem Beyer eine Titelvereinigung mit dem WBA-Weltmeister Mikkel Kessler anstrebte und diesen Kampf dann auch verlor. Am selben Abend, dem 14. Oktober 2006, erhielt Sakio Bika dafür eine Chance auf den IBF- und den WBO-Titel von Joe Calzaghe. Calzaghe konnte Bika klar auspunkten und gewann nach 12 Runden einstimmig.
Nach einem TKO-Sieg über den relativ unbekannten Dechapon Suwannalert, konnte Bika am 4. Februar 2007 Andre Thysse, der zuvor bereits gegen Markus Beyer um die WM gekämpft hatte, deutlich nach Punkten schlagen. Im darauffolgenden Kampf am 15. Juni 2007 musste sich Sakio Bika selbst dem bis dato ungeschlagenen Rumänen Lucian Bute beugen, der einstimmig nach Punkten gewann. Es folgten sechs Siege (2 Punktsiege, 2 KO, 2 TKO), bevor er im nächsten Kampf am 31. Juli 2010 gegen Jean-Paul Mendy wegen Nachschlagens disqualifiziert wurde.
Am 27. November 2010 verlor er deutlich nach Punkten im WM-Titelkampf der WBA gegen den „Super Six World Boxing Classic“-Teilnehmer Andre Ward. Der Kampf fand während der Laufzeit dieses Turniers statt, zählte aber nicht dazu.
Nach Siegen gegen Dyah Davis (21-2) und Nikola Sjekloća (25-0), gewann er am 22. Juni 2013 die WBC-WM nach Punkten gegen Marco Antonio Peribán (20-0). Nach einem Unentschieden gegen Anthony Dirrell (26-0) im Dezember 2013, verlor er den Titel schließlich im Rückkampf am 16. August 2014 an Dirrell.
Im April 2015 unterlag er beim Kampf um die WBC-WM im Halbschwergewicht nach Punkten gegen Adonis Stevenson (25-1).
Nach einem Sieg über Luke Sharp im Jahr 2017, mit dem sich Bika den vakanten WBC Asian Boxing Council Continental Super Middle-Titel holte, stieg Bika 2017 ein bislang letztes Mal in den Ring. Im Kampf gegen den Serben  Geard Ajetovic gewann Bika in Australien den ebenfalls vakanten WBC International Silver Super Middle-Titel.